# Sao Mai điểm hẹn 2010
Sao Mai điểm hẹn 2010 là năm thi thứ tư của cuộc thi âm nhạc trên truyền hình Sao Mai điểm hẹn. Đây là năm thi đầu tiên thay đổi định dạng chương trình và luật thi. Số lượng thí sinh cũng được nâng lên đáng kể thành 16 so với con số 12 như ba lần tổ chức trước.

## Thay đổi format
Khác với 3 năm tổ chức trước đây, các thí sinh tham gia cuộc thi lần lượt bị loại dần qua các tuần. Cuộc thi trải qua hai vòng. Vòng 1 với sự tham gia của 16 thí sinh (10 nam, 6 nữ) biểu diễn 3 đêm với phong cách Pop, A&B/Acoustic, Rock. Sau đêm thứ ba có 4 thí sinh bị loại (6 người có số phiếu bình chọn qua SMS thấp nhất và 2 người được Hội đồng nghệ thuật chọn). Đêm 4 và 5 của vòng 1 là hai đêm tự chọn, sau đó có 8 thí sinh vào vòng 2 (có 4 thí sinh không an toàn và Hội đồng nghệ thuật chọn 2). Vòng 2 diễn ra với 4 đêm thi, các thí sinh tình bày 2 ca khúc mỗi tuần, sau mỗi đêm có 1 thí sinh bị loại (2 thí sinh không an toàn và Hội đồng nghệ thuật chọn 1). Cuối cùng, có ba người vào đêm Chung kết được trao các giải thưởng cao nhất. Tại đêm thi này, 16 ca sĩ sẽ hội ngộ cùng với sự xuất hiện các ca sĩ khách mời. Và cuối cùng là Lễ đăng quang, công bố thí sinh chiến thắng. Sẽ vẫn có 3 giải thưởng được trao: Ca sĩ đoạt giải thưởng của HĐNT (trị giá 30 triệu đồng), Ca sĩ đoạt giải Khán giả bình chọn (30 triệu đồng) và Ca sĩ triển vọng (15 triệu đồng).Sau năm tuần thi ở Nhà hát Sao Mai, Khu du lịch Thuận Thảo, Phú Yên, sân chơi được dời về Thành phố Hồ Chí Minh.
Ban giám khảo của cuộc thi năm nay bao gồm ca sĩ Mỹ Tâm, nhạc sĩ Tuấn Khanh và nhạc sĩ Hồ Hoài Anh.
Về phần người dẫn chương trình, Mỹ Lan tiếp tục đồng hành cùng với gương mặt mới Danh Tùng.

## Các thí sinh
| TT | Thí sinh               | Năm sinh | Địa phương | Ghi chú                                     |
| -- | ---------------------- | -------- | ---------- | ------------------------------------------- |
| 01 | Trần Hoàng Anh         | 1985     | Hà Nội     | Thí sinh chung kết Vietnam Idol (Mùa 2)     |
| 02 | Nguyễn Thị Minh Chuyên | 1986     | Hà Nam     | Thí sinh chung kết Vietnam Idol (Mùa 2)     |
| 03 | Nguyễn Pha Lê          | 1987     | Hải Phòng  | Thí sinh bán kết Vietnam Idol (Mùa 2)       |
| 04 | Mai Khánh Linh         | 1993     | Hà Nội     | Thí sinh trẻ nhất                           |
| 05 | Phan Ngọc Luân         | 1988     | Tp.HCM     | Thí sinh bán kết Vietnam Idol (Mùa 2)       |
| 06 | Phạm Tiến Mạnh         | 1989     | Nghệ An    |                                             |
| 07 | Nguyễn Hoài Nam        | 1988     | Vĩnh Phúc  |                                             |
| 08 | Vũ Yến Ngọc            | 1990     | Hà Nội     |                                             |
| 09 | Lê Thị Mỹ Như          | 1983     | Phú Yên    | Đặc cách từ Giải Nhì Nhạc nhẹ Sao Mai 2009  |
| 10 | Đinh Mạnh Ninh         | 1989     | Bắc Giang  | Giải Nhất Tiếng ca Học đường 2008           |
| 11 | Lương Viết Quang       | 1983     | Tp.HCM     | Đặc cách từ Giải Nhì Nhạc nhẹ Sao Mai 2009  |
| 12 | Hà Hoài Thu            | 1986     | Hà Nội     | Đặc cách từ Giải Nhất Nhạc nhẹ Sao Mai 2009 |
| 13 | Nguyễn Phương Thúy     | 1988     | Hà Nội     |                                             |
| 14 | Kỳ Anh Trang           | 1986     | Quảng Ninh |                                             |
| 15 | Nguyễn Thùy Trang      | 1990     | Tp.HCM     |                                             |
| 16 | Nguyễn Võ Lan Trinh    | 1987     | Tp.HCM     | Thí sinh chung kết Vietnam Idol (Mùa 2)     |

## Chủ đề và bài hát

### Tuần 1 - Pop
Phát sóng: 17 tháng 10 năm năm 2010
| STT | Thí sinh               | Bài hát (tác giả)                         | Kết quả  |
| --- | ---------------------- | ----------------------------------------- | -------- |
| 1   | Phạm Tiến Mạnh         | "Chào tuổi mới" (Thành Vương)             | Tiếp tục |
| 2   | Vũ Yến Ngọc            | "Tuyết rơi mùa hè" (Trần Lê Quỳnh)        | Tiếp tục |
| 3   | Nguyễn Thùy Trang      | "Cơn gió lạ" (Mạnh Quân)                  | Tiếp tục |
| 4   | Trần Hoàng Anh         | "Hà Nội của tôi ơi" (Lê Minh Sơn)         | Tiếp tục |
| 5   | Kỳ Anh Trang           | "Vừa biết dấu yêu" (Quốc Bảo)             | Tiếp tục |
| 6   | Nguyễn Hoài Nam        | "Cần một tình yêu" (Mạnh Quân)            | Tiếp tục |
| 7   | Nguyễn Võ Lan Trinh    | "Yêu dấu theo gió bay" (Nguyễn Hoàng Duy) | Tiếp tục |
| 8   | Mai Khánh Linh         | "Hương ngọc lan" (Anh Quân)               | Tiếp tục |
| 9   | Lương Viết Quang       | "Bỏ lại phía sau" (Vũ Quốc Việt)          | Tiếp tục |
| 10  | Hà Hoài Thu            | "Vì một lần như thế" (Mạnh Quân)          | Tiếp tục |
| 11  | Phan Ngọc Luân         | "Thu không em" (Hồ Hoài Anh)              | Tiếp tục |
| 12  | Nguyễn Phương Thúy     | "Họa mi hót trong mưa" (Dương Thụ)        | Tiếp tục |
| 13  | Nguyễn Pha Lê          | "Nụ hôn cuối" (Hồ Hoài Anh)               | Tiếp tục |
| 14  | Nguyễn Thị Minh Chuyên | "Anh" (Xuân Phương)                       | Tiếp tục |
| 15  | Đinh Mạnh Ninh         | "Con có một gia đình" (Đinh Mạnh Ninh)    | Tiếp tục |
| 16  | Lê Thị Mỹ Như          | "Anh yêu em" (Vũ Quang Trung)             | Tiếp tục |

### Tuần 2 - R&B/Hip-Hop/Dance
Phát sóng: 24 tháng 10
| STT | Thí sinh               | Bài hát (tác giả)                                           | Kết quả  |
| --- | ---------------------- | ----------------------------------------------------------- | -------- |
| 1   | Vũ Yến Ngọc            | "Yêu là yêu" (Trương Lê Sơn)                                | Tiếp tục |
| 2   | Nguyễn Pha Lê          | "Vì anh đánh mất" (Đức Trí)                                 | Tiếp tục |
| 3   | Phan Ngọc Luân         | "Thế thôi" (Dương Trường Giang)                             | Tiếp tục |
| 4   | Lê Thị Mỹ Như          | "Trôi trong gương" (nhạc: Giáng Son; lời: Nguyễn Vĩnh Tiến) | Tiếp tục |
| 5   | Mai Khánh Linh         | "Trốn tình" (Nguyễn Thu Trang)                              | Tiếp tục |
| 6   | Phạm Tiến Mạnh         | "Giấc mơ mang tên mình" (Văn Phong)                         | Tiếp tục |
| 7   | Kỳ Anh Trang           | "Bóng biển" (Lê Quốc Dũng)                                  | Tiếp tục |
| 8   | Trần Hoàng Anh         | "Em trong mắt tôi" (Nguyễn Đức Cường)                       | Tiếp tục |
| 9   | Nguyễn Phương Thúy     | "Guốc mộc" (Lưu Thiên Hương)                                | Tiếp tục |
| 10  | Đinh Mạnh Ninh         | "Chỉ còn riêng anh" (Đinh Mạnh Ninh)                        | Tiếp tục |
| 11  | Hà Hoài Thu            | "Anh trôi về em" (Huy Tuấn)                                 | Tiếp tục |
| 12  | Nguyễn Thị Minh Chuyên | "Mùa cây trổ lá" (Đỗ Bảo)                                   | Tiếp tục |
| 13  | Nguyễn Hoài Nam        | "Gánh hàng rau" (Hồ Hoài Anh)                               | Tiếp tục |
| 14  | Nguyễn Võ Lan Trinh    | "Ngày thật" (Trần Thắng)                                    | Tiếp tục |
| 15  | Nguyễn Thùy Trang      | "Giận anh" (Đức Trí)                                        | Tiếp tục |
| 16  | Lương Viết Quang       | "Lột xác" (Nguyễn Hải Phong)                                | Tiếp tục |

### Tuần 3 - Rock
Phát sóng: 31 tháng 10
| STT | Thí sinh               | Bài hát (tác giả)                       | Kết quả |
| --- | ---------------------- | --------------------------------------- | ------- |
| 1   | Mai Khánh Linh         | "Tuổi 20" (Phương Uyên)                 | An toàn |
| 2   | Kỳ Anh Trang           | "Trả nợ tình xa" (Tuấn Khanh)           | An toàn |
| 3   | Nguyễn Hoài Nam        | "Không tên" (Microwave)                 | Cứu trợ |
| 4   | Nguyễn Phương Thúy     | "Rock 'n Roll cho em" (Xuân Nghĩa)      | Bị loại |
| 5   | Đinh Mạnh Ninh         | "Cô đơn mình anh" (Phương Uyên)         | Cao     |
| 6   | Lê Thị Mỹ Như          | "Và ta đã thấy mặt trời" (Nguyễn Cường) | Cao     |
| 7   | Nguyễn Thị Minh Chuyên | "Chàng hát rong" (Bảo Lan)              | Cao     |
| 8   | Nguyễn Pha Lê          | "Cánh chim hạc" (Lưu Thiên Hương)       | Bị loại |
| 9   | Phan Ngọc Luân         | "Dệt tầm gai" (Ngọc Đại)                | Bị loại |
| 10  | Nguyễn Võ Lan Trinh    | "Sắc cam tội lỗi" (Lương Bằng Quang)    | An toàn |
| 11  | Lương Viết Quang       | "Chơi vơi tôi ru tôi" (Hồ Hoài Anh)     | Cứu trợ |
| 12  | Nguyễn Thùy Trang      | "Đừng buồn phiền" (Hoàng Anh)           | An toàn |
| 13  | Trần Hoàng Anh         | "Một chút nắng và gió hát" (Tuấn Nghĩa) | Bị loại |
| 14  | Vũ Yến Ngọc            | "Niềm tin cho cát bụi" (Trần Lập)       | An toàn |
| 15  | Phạm Tiến Mạnh         | "Nam nhi" (Nguyễn Dân)                  | An toàn |
| 16  | Hà Hoài Thu            | "Thu phố" (Trọng Lập)                   | Cao     |

### Tuần 4 - Tự chọn
Phát sóng: 07 tháng 11
| STT | Thí sinh               | Bài hát (tác giả)                                         | Kết quả  |
| --- | ---------------------- | --------------------------------------------------------- | -------- |
| 1   | Nguyễn Võ Lan Trinh    | "Chạy theo ánh mặt trời" (Lương Bằng Quang)               | Tiếp tục |
| 2   | Đinh Mạnh Ninh         | "Tiếng mưa đêm" (Đức Huy)                                 | Tiếp tục |
| 3   | Vũ Yến Ngọc            | "Vì đâu" (An Hiếu)                                        | Tiếp tục |
| 4   | Nguyễn Thị Minh Chuyên | "Người đàn bà trong đêm mùa đông" (Nguyễn Sơn)            | Tiếp tục |
| 5   | Nguyễn Thùy Trang      | "Giọt sương trên mí mắt"(Thanh Tùng)                      | Tiếp tục |
| 6   | Lương Viết Quang       | "Độc thoại" (Quốc Bảo)                                    | Tiếp tục |
| 7   | Lê Thị Mỹ Như          | "Chỉ còn tôi với tôi" (Quang Đức)                         | Tiếp tục |
| 8   | Kỳ Anh Trang           | "Xin hãy thứ tha" (nhạc: Hoàng Anh; lời: Dương Khắc Linh) | Tiếp tục |
| 9   | Phạm Tiến Mạnh         | "Nồng nàn Hà Nội" (Nguyễn Đức Cường)                      | Tiếp tục |
| 10  | Mai Khánh Linh         | "Cánh buồm phiêu du" (Sơn Thạch)                          | Tiếp tục |
| 11  | Hà Hoài Thu            | "Ngày mai anh rời xa" (Võ Hồng Phúc)                      | Tiếp tục |
| 12  | Nguyễn Hoài Nam        | "Ru mẹ" (Lê Minh Sơn)                                     | Tiếp tục |

### Tuần 5 - Tự chọn
Phát sóng: 14 tháng 11
| STT | Thí sinh               | Bài hát (tác giả)                                              | Kết quả |
| --- | ---------------------- | -------------------------------------------------------------- | ------- |
| 1   | Nguyễn Hoài Nam        | "Rock xuyên màn đêm" (Trần Lập)                                | An toàn |
| 2   | Hà Hoài Thu            | "Chỉ là giấc mơ" (Kim Ngọc)                                    | An toàn |
| 3   | Mai Khánh Linh         | "Tạm biệt" (Hồ Hoài Anh)                                       | Bị loại |
| 4   | Phạm Tiến Mạnh         | "Như chưa bắt đầu" (Đức Trí)                                   | Bị loại |
| 5   | Kỳ Anh Trang           | "Ghen" (Phương Uyên)                                           | Bị loại |
| 6   | Vũ Yến Ngọc            | "Khát" (nhạc: Giáng Son; thơ: Nguyễn Trọng Tạo & Vi Thùy Linh) | An toàn |
| 7   | Nguyễn Thùy Trang      | "Lúc mới yêu" (Đức Trí)                                        | Bị loại |
| 8   | Lương Viết Quang       | "Đêm mưa" (Tuấn Khanh)                                         | An toàn |
| 9   | Nguyễn Võ Lan Trinh    | "Gương thần" (Thanh Bùi)                                       | An toàn |
| 10  | Lê Thị Mỹ Như          | "Bài ca trên đồi" (Mạnh Trí)                                   | Cứu trợ |
| 11  | Đinh Mạnh Ninh         | "Phố cổ" (Nguyễn Duy Hùng)                                     | Cứu trợ |
| 12  | Nguyễn Thị Minh Chuyên | "Dấu chân địa đàng" (Trịnh Công Sơn)                           | An toàn |

### Tuần 6 - Tự chọn
Phát sóng: 28 tháng 11
| STT | Thí sinh               | Bài hát (tác giả)                                                     | Kết quả |
| --- | ---------------------- | --------------------------------------------------------------------- | ------- |
| 1   | Nguyễn Hoài Nam        | Bay (Microwave), Góc tối (Nguyễn Hải Phong)                           | Cao     |
| 2   | Hà Hoài Thu            | Tháng ngày chờ mong (Đỗ Bảo), Người về nơi đâu (Phạm Thanh Hà)        | An toàn |
| 3   | Nguyễn Võ Lan Trinh    | Đến với nhau (Dương Trường Giang), Chờ đợi quá khứ (Lương Bằng Quang) | Cao     |
| 4   | Lương Viết Quang       | Vì đó là em (Diệu Hương), Cà phê một mình (Ngọc Lễ)                   | Cao     |
| 5   | Vũ Yến Ngọc            | Mùa thu tình yêu (Nguyễn Minh Sơn), Cho nhau một nụ cười (Minh Châu)  | Bị loại |
| 6   | Nguyễn Thị Minh Chuyên | Khúc mưa (Võ Thiện Thanh), Lời chưa nói (Xuân Phương)                 | Cứu trợ |
| 7   | Lê Thị Mỹ Như          | Em mơ về anh (Huy Tuấn), Không thể và có thể (Phó Đức Phương)         | Cao     |
| 8   | Đinh Mạnh Ninh         | Biển cạn (Kim Tuấn), Yêu (Nguyễn Duy Hùng)                            | Cứu trợ |

### Tuần 7 - Tự chọn/Hát với nhóm bè
Phát sóng: 05 tháng 12
| STT | Thí sinh | Bài hát (tác giả) | Kết quả  |
| --- | -------- | ----------------- | -------- |
| 1   |          |                   | Tiếp tục |
| 2   |          |                   | Tiếp tục |
| 3   |          |                   | Tiếp tục |
| 4   |          |                   | Tiếp tục |
| 5   |          |                   | Tiếp tục |
| 6   |          |                   | Tiếp tục |
| 7   |          |                   | Tiếp tục |
| 8   |          |                   | Tiếp tục |
| 9   |          |                   | Tiếp tục |
| 10  |          |                   | Tiếp tục |
| 11  |          |                   | Tiếp tục |
| 12  |          |                   | Tiếp tục |
| 13  |          |                   | Tiếp tục |
| 14  |          |                   | Tiếp tục |

### Tuần 8 - Tự chọn/Hát với vũ đoàn
Phát sóng: 12 tháng 12
| STT | Thí sinh | Bài hát (tác giả) | Kết quả  |
| --- | -------- | ----------------- | -------- |
| 1   |          |                   | Tiếp tục |
| 2   |          |                   | Tiếp tục |
| 3   |          |                   | Tiếp tục |
| 4   |          |                   | Tiếp tục |
| 5   |          |                   | Tiếp tục |
| 6   |          |                   | Tiếp tục |
| 7   |          |                   | Tiếp tục |
| 8   |          |                   | Tiếp tục |
| 9   |          |                   | Tiếp tục |
| 10  |          |                   | Tiếp tục |
| 11  |          |                   | Tiếp tục |
| 12  |          |                   | Tiếp tục |

### Tuần 9 - Tự chọn/Hát đôi với ca sĩ ngôi sao
Phát sóng: 26 tháng 12
| STT | Thí sinh | Bài hát (tác giả) | Kết quả  |
| --- | -------- | ----------------- | -------- |
| 1   |          |                   | Tiếp tục |
| 2   |          |                   | Tiếp tục |
| 3   |          |                   | Tiếp tục |
| 4   |          |                   | Tiếp tục |
| 5   |          |                   | Tiếp tục |
| 6   |          |                   | Tiếp tục |
| 7   |          |                   | Tiếp tục |
| 8   |          |                   | Tiếp tục |
| 9   |          |                   | Tiếp tục |
| 10  |          |                   | Tiếp tục |

### Tuần 10 - Lễ đăng quang
Phát sóng: 02 tháng 01, 2011
| STT | Thí sinh | Bài hát (tác giả) | Kết quả  |
| --- | -------- | ----------------- | -------- |
| 1   |          |                   | Tiếp tục |
| 2   |          |                   | Tiếp tục |
| 3   |          |                   | Tiếp tục |
| 4   |          |                   | Tiếp tục |
| 5   |          |                   | Tiếp tục |
| 6   |          |                   | Tiếp tục |
| 7   |          |                   | Tiếp tục |
| 8   |          |                   | Tiếp tục |
| 9   |          |                   | Tiếp tục |
| 10  |          |                   | Tiếp tục |
| 11  |          |                   | Tiếp tục |
| 12  |          |                   | Tiếp tục |

## Thứ tự bị loại
| STT     | Thí sinh               | Tuần thi | Tuần thi | Tuần thi | Tuần thi | Tuần thi | Tuần thi | Tuần thi | Tuần thi | Tuần thi | Tuần thi   |
| STT     | Thí sinh               | 1        | 2        | 3        | 4        | 5        | 6        | 7        | 8        | 9        | 10         |
| ------- | ---------------------- | -------- | -------- | -------- | -------- | -------- | -------- | -------- | -------- | -------- | ---------- |
| Tốp     | Nguyễn Thị Minh Chuyên |          |          | CAO      |          |          | GIỮ      |          | GIỮ      | CAO      | NGHỆ THUẬT |
| Tốp     | Lương Viết Quang       |          |          | GIỮ      |          |          | CAO      |          |          | CAO      | ƯA THÍCH   |
| Tốp     | Lê Thị Mỹ Như          |          |          | CAO      |          | GIỮ      | CAO      | GIỮ      | GIỮ      | GIỮ      |            |
| Tốp     | Đinh Mạnh Ninh         |          |          |          |          | GIỮ      | GIỮ      |          |          | GIỮ      | TRIỂN VỌNG |
| 5       | Hà Hoài Thu            | CAO      | CAO      | CAO      | CAO      |          |          | CAO      |          | THẤP     | TRIỂN VỌNG |
| 6       | Nguyễn Võ Lan Trinh    |          |          |          |          |          | CAO      | GIỮ      | THẤP     |          |            |
| 7       | Nguyễn Hoài Nam        |          |          | GIỮ      |          |          | CAO      | THẤP     |          |          |            |
| 8       | Vũ Yến Ngọc            |          |          |          |          |          | THẤP     |          |          |          |            |
| 9 - 12  | Phạm Tiến Mạnh         |          |          |          |          | THẤP     |          |          |          |          |            |
| 9 - 12  | Nguyễn Thùy Trang      |          |          |          |          | THẤP     |          |          |          |          |            |
| 9 - 12  | Kỳ Anh Trang           |          |          |          |          | THẤP     |          |          |          |          |            |
| 9 - 12  | Mai Khánh Linh         |          |          |          |          | THẤP     |          |          |          |          |            |
| 13 - 16 | Trần Hoàng Anh         |          |          | THẤP     |          |          |          |          |          |          |            |
| 13 - 16 | Nguyễn Phương Thúy     |          |          | THẤP     |          |          |          |          |          |          |            |
| 13 - 16 | Phan Ngọc Luân         |          |          | THẤP     |          |          |          |          |          |          |            |
| 13 - 16 | Nguyễn Pha Lê          |          |          | THẤP     |          |          |          |          |          |          |            |

     Thí sinh có số lượng bình chọn CAO nhất trong tuần (hoặc trong đêm có thí sinh bị loại)
     Thí sinh có số lượng bình chọn thấp nhất trong đêm được giám khảo GIỮ đi tiếp vòng sau
     Thí sinh bị loại do có số lượng bình chọn THẤP nhất trong đêm
- Ở tuần thứ ba, 16 thí sinh được chia làm ba nhóm: nhóm nhận được bình chọn cao nhất, nhóm an toàn và nhóm nhận được ít bình chọn nhất. 4 trong 6 thí sinh nhóm cuối đã bị loại.
- Ở tuần thứ năm, 12 thí sinh hoặc rơi vào nhóm an toàn, hoặc rơi vào nhóm nguy hiểm. Và 4 thí sinh tiếp tục bị loại.
- Ở tuần thứ sáu, Hoài Thu thuộc nhóm thí sinh nhận được ít phiếu bầu nhưng sau đó được ghép lại vào nhóm thí sinh an toàn của tuần vì theo luật chỉ có 3 thí sinh cuối bị loại hoặc được giám khảo giữ lại.
- Ở tuần thứ bảy, MC Danh Tùng tuyên bố Hoài Thu là thí sinh có số phiếu cao đầu tiên trong bảy thí sinh bước vào vòng kế và sự có mặt của cô sẽ quyết định nhóm an toàn của tuần.